# Muurschotelkorst
Muurschotelkorst (Lecanora muralis) is een korstmos uit de familie Lecanoraceae.

## Determinatie
Muurschotelkorst is een placodioid korstmos met een erg variabel uiterlijk. Het thallus ligt dicht op het substraat. Het rondachtige thallus is bleek (grijs)groenachtig en kan tot 10 cm in diameter worden. Aan de rand is het korstmos duidelijk gelobd, de smalle lobben zijn langwerpig, radiaal gericht, min of meer vertakt en vaak vertakt aan de rand. De lobben zijn ongeveer 1,5–4,5 mm lang en 0,5–0,6 mm breed. De buitenranden van de lobben zijn donkerder, soms blauwgroen tot zwart. Het midden is 0,5–2 mm (of meer) dik. 
De apotheciën staan dicht bij elkaar en zijn binnen het thallus meestal van identieke grootte. Deze apothecia-schijven zijn beige, lichtbruin tot bleek bruingroen of roodbruin van kleur en bereiken een diameter van maximaal 1,5 mm. De apothecia-schijf is omrand met weefsel dat geelachtig is, vergelijkbaar met dat van het thallus. Ze zijn afgerond, maar lijken ook vervormd door onderlinge druk. 
De asci bevatten acht sporen. De ascosporen zijn hyaliene, ellipsoïde, niet gesepteerd en hebben de afmeting 8–13(–15) × (3,5–)4,5–7 µm.
Dit korstmos heeft meestal de volgende kleurreacties: K-, C-, KC- en P-. Testen van de cortex (schorslaag) zijn meestal KC+ geel tot goud en de medulla (merg) zijn meestal KC-.

## Ecologie
Hij groeit op rotsen, waaronder basalt, puimsteen, ryoliet, graniet, zandsteen en kalksteen. Hij groeit vooral op horizontale, tijdelijke vochtige kalkrijke oppervlakken, zoals stoeptegels en bovenkanten van baksteenmuren. Zeldzaam leeft hij epifyt op boomschors.

### Syntaxonomie
In de syntaxonomie staat muurschotelkorst te boek als kensoort voor de klasse van stippelkorsten en achterlichtmossen (Verrucario-Schistidietea).

## Verspreiding
Hij groeit over de hele wereld, ook in Europa, Azië, Noord-Amerika, Zuid-Amerika, Afrika, Macaronesië, Oceanië en Australazië. Binnen Centraal-Europa is de soort algemeen. In Nederland is hij een vrij algemene soort en groeit hij door het hele land.

## Naam
De soortaanduiding muralis is afgeleid van het Latijnse woord dat 'aan/op de muur' betekent

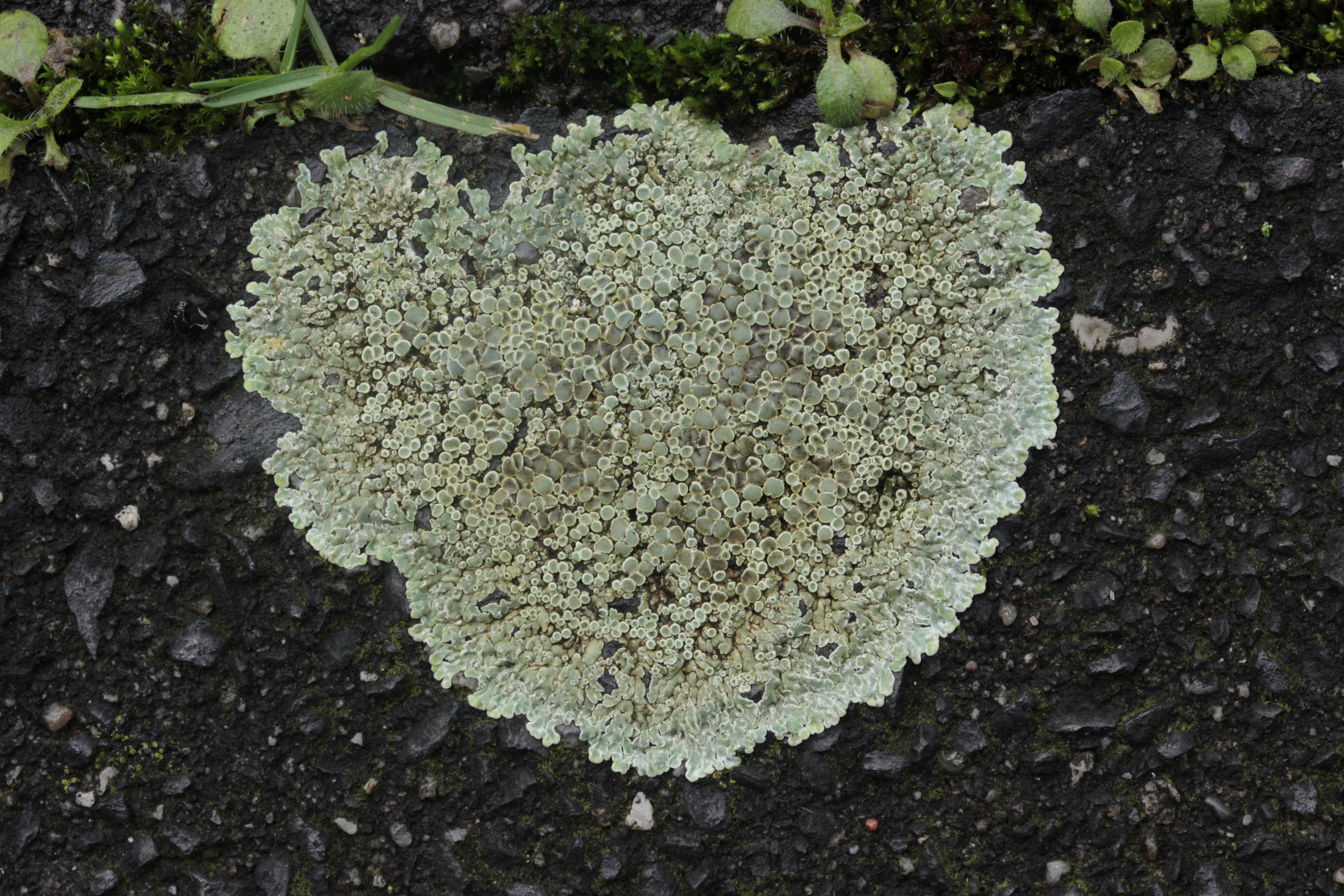
Muurschotelkorst met bleek centrum
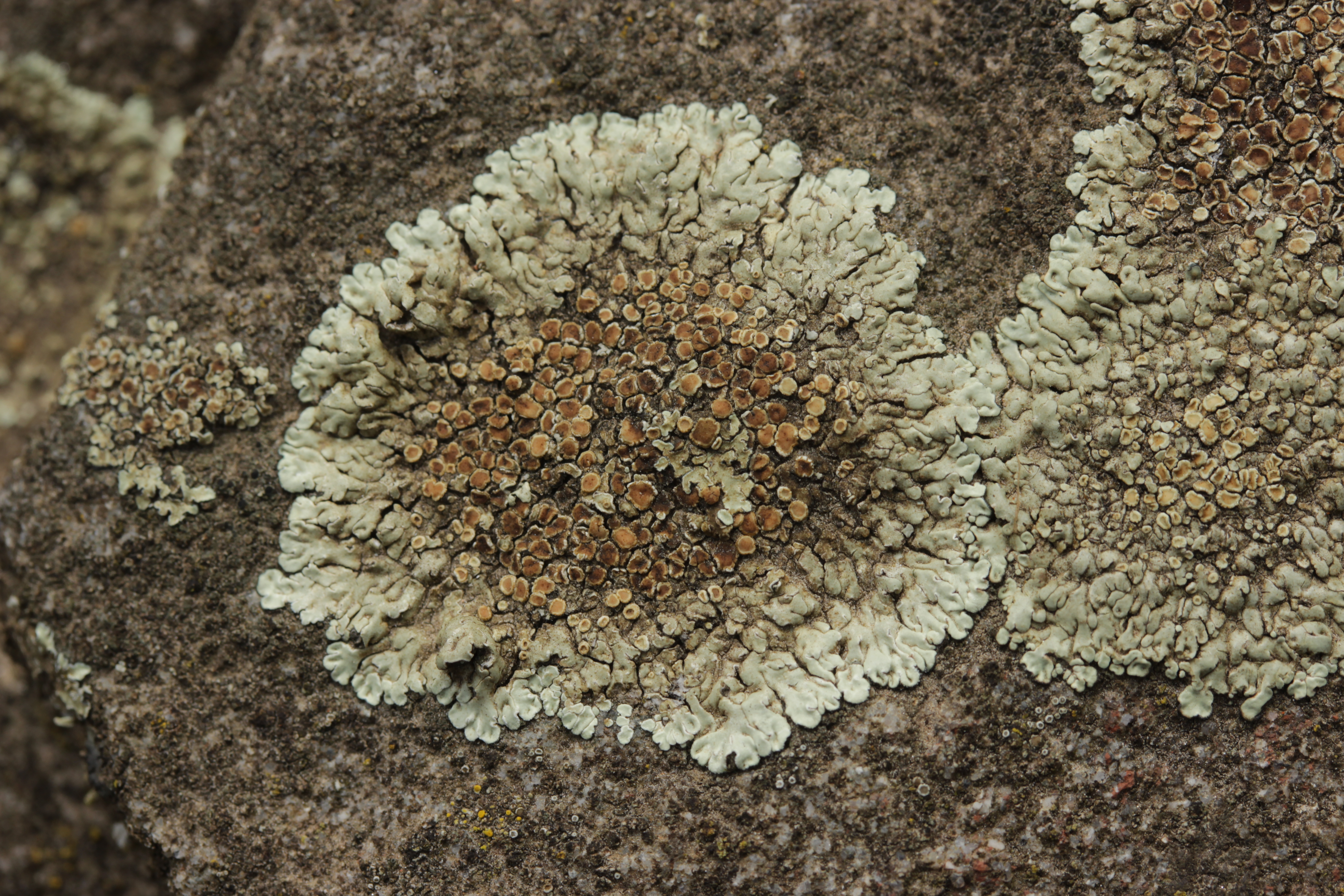
Muurschotelkorst met bruin centrum
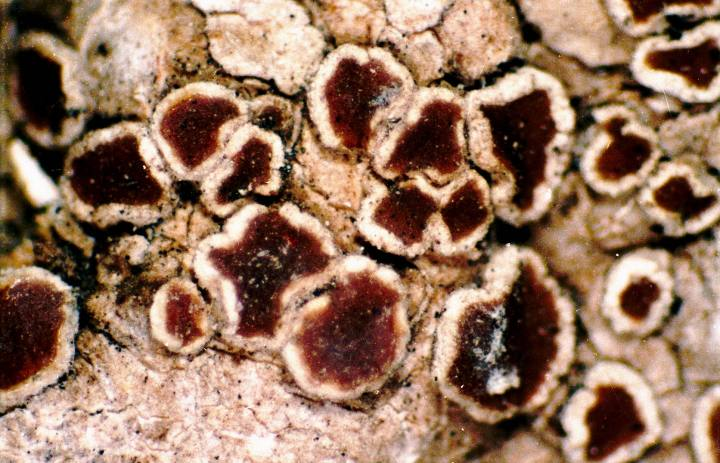
Apothecia
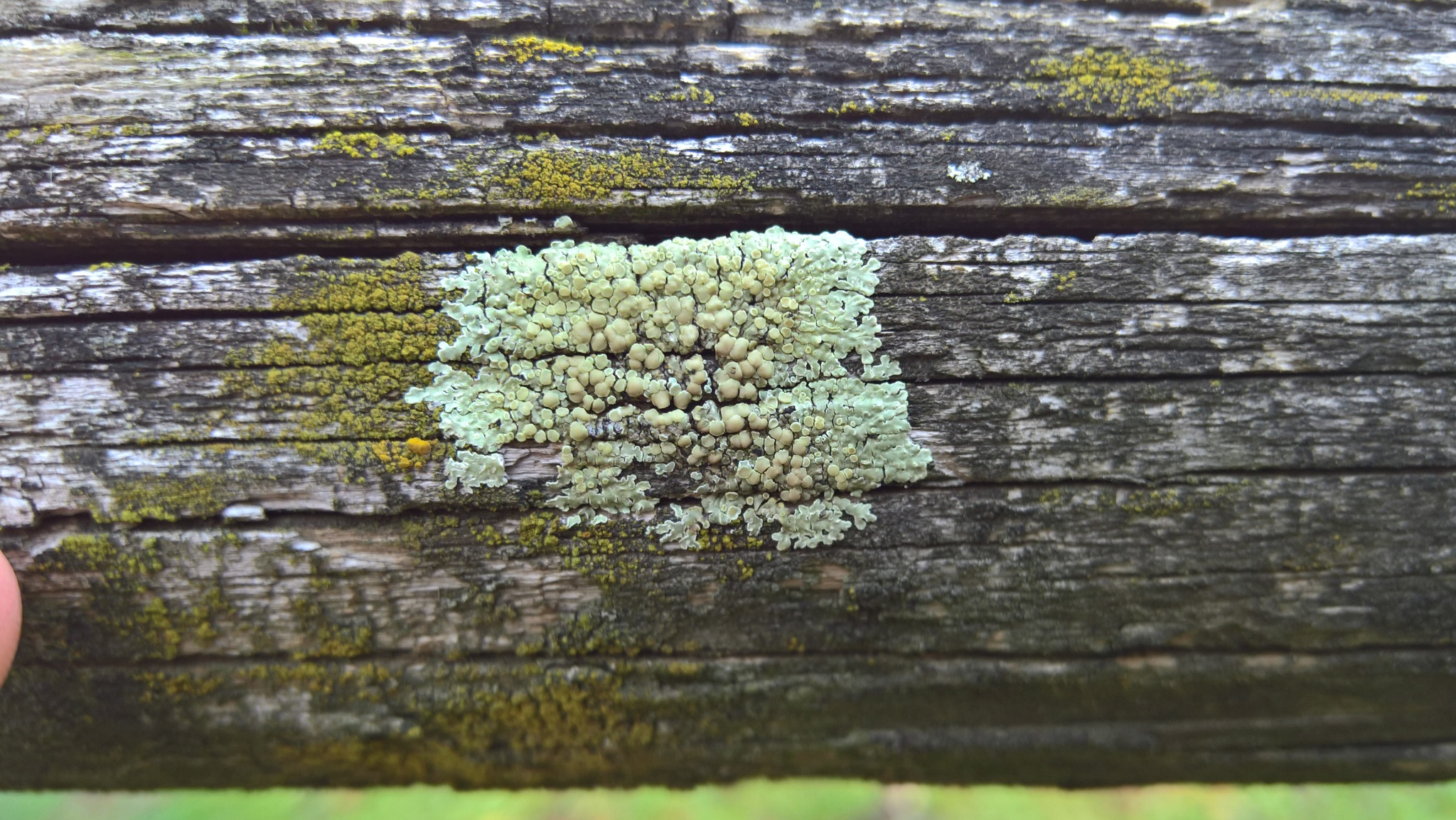
Muurschotelkorst groeiend op hout